# Diego Segura Ramírez
Diego Segura Ramírez (Sevilla, 16 de juny de 1984) és un exfutbolista andalús, que ocupava la posició de davanter.
Sorgeix de les categories inferiors del Reial Betis. A la campanya 08/09 hi debuta amb els bètics a primera divisió, en partit contra el València CF. L'estiu del 2009, després del descens del Betis a Segona Divisió, recala a les files del Deportivo Alavés, de Segona B.